# HR 2562
Désignations
HR 2562 est un système de la constellation du Peintre constitué d'une étoile entourée d'un disque de débris et d'une naine brune.

## Description du système

### HR 2562 A
HR 2562 A est une étoile jaune-blanc de la séquence principale de type spectral F5V. Sa masse est estimée à 1,3 fois celle du Soleil. Elle se situe à une distance de 34,04 ± 0,05 pc (∼111 al) du Soleil et présente un mouvement propre d'environ 108 millisecondes d'arc par an. Un disque de débris (voir ci-dessous) fut repéré en 2006.

### HR 2562 B, la naine brune
HR 2562 B est une naine brune dont la découverte, faite grâce au Gemini Planet Imager (GPI), est annoncée par Quinn M. Konopacky et ses collaborateurs en août 2016. Selon eux, HR 2562 B se situe à une séparation projetée de 20,3 ± 0,3 unités astronomiques (0,618 ± 0,004″) de l'étoile. Grâce à la précision astrométrique de GPI, ils ont pu déterminer que la naine brune et l'étoile ont un mouvement propre commun. Des mesures spectrales dans les bandes J, H et K montre des ressemblances morphologiques avec les objets à la limite entre les types spectraux L et T. HR 2562 B serait de type spectral L7 ± 3 et aurait une luminosité équivalente à 24+8−6 millionièmes de celle du Soleil (log(Lbol/L⊙) = -4,62 ± 0,12). Selon les modèles d'évolution et étant donné l'âge du système, entre 300 et 900 millions d'années, la masse de la naine brune est estimé à 30 ± 15 masses joviennes.

### Le disque
Grâce à des données de IRAS et Spitzer, Móor et ses collaborateurs ont identifié en 2006 un disque de débris autour de HR 2562, dont on ne connaissait alors que l'étoile centrale.